# Folke Sandgren
Per Folke Sandgren, född den 15 februari 1938 i Eskilstuna, är en svensk biblioteksman.
Sandgren avlade filosofie licentiatexamen vid Stockholms universitet 1963. Han anställdes vid Kungliga biblioteket 1964, blev amanuens där 1965, bibliotekarie 1967, förste bibliotekarie 1971 och biblioteksråd 1984. Sandgren var vikarierande riksbibliotekarie 1994–1995. Han invaldes som ledamot av Kungliga Samfundet för utgivande av handskrifter rörande Skandinaviens historia 1983.